# Cora Verlag
Der Cora Verlag in der Rechtsform einer GmbH & Co. KG ist einer der größten deutschen Verlage für Liebesromane u. Ä. (vorwiegend im Taschenheftformat). 1976 gegründet, ist er heute ein Tochterverlag der zur kanadischen Torstar Corporation gehörenden Harlequin Enterprises. Bis April 2010 war die Axel Springer AG zu 50 % beteiligt.
Erhältlich sind Cora-Romane im Zeitschriftenhandel, im Online-Shop des Verlages (Print- und Online-Version) bzw. im Abo.
Im Juli 2002 startete der Verlag unter dem Label 'Mira Taschenbuch' sein 'New York Times Bestseller'-Programm im Buchmarkt.

## Laufende und eingestellte Romanreihen

### Adelsromane
- Julia Royal
- Historical (Lords & Ladies)
- MyLady (Barbara Cartland, Royal, Valentinsband, Sonderbände)

### Arztromane
- Julia (präsentiert Ärzte zum Verlieben)

### Liebesromane
- Bianca (Exklusiv, Spezial)
- Baccara (Exklusiv, Collection Baccara)
- Julia (Extra, Nora Roberts Collection, Exklusiv, Festival, präsentiert Traumziele der Liebe, frisch verliebt, Romantic Stars, Saison, Gold, präsentiert Träume aus 1001 Nacht, Valentinsband, Hochzeitsband, Muttertagsband, Liebeskrimi, Sommerliebe, Festival Extra, Weihnachtsband, Festival, Extra Weihnachten)
- Romana (Exklusiv, Exklusiv Sonderedition, Extra)
- Tiffany (Sexy, Lieben & Lachen, Hot & Sexy, Sexy Christmas)
- Café Luna

Vierteilige Serie die die Thematik von Romeo und Julia in die Jetztzeit verlegt. Die Haupthelden sind hier Luisa und Konstantin, Angehörige von verfeindeten Hamburger Kaffeerösterei-Dynastien.

### Horror, Fantasy & Romantic Thriller
- Mystery

In der Jetztzeit spielende Romane, in denen übersinnliche Kräfte, Vampire o. ä. in die Realität einbrechen und die jungen Heldinnen und Helden bedrohen.
- Mystery Gruselbox

Sammelbände
- Mystery Thriller

"Krimis voller Hochspannung"
- Historical Spezial

Übersinnliche Kräfte eingebettet in historische Liebesromane, die meist im europäischen Mittelalter angesiedelt sind. Die phantastischen Elementen lassen sich zumeist eher der Fantasy zuordnen. (Band 01-34)
- Baccara Magische Momente
  - nach zwei Bänden eingestellt
- Tiffany Sexy Magische Momente
  - nach zwei Bänden eingestellt

### Historische Romane
- Historical (Gold, Exklusiv, Gold Extra, Special ab Band 35)

### Romane zu Liebesfilm-TV-Serien
- Sturm der Liebe
- Die Alpenklinik
- In aller Freundschaft
- Sturm der Liebe Fotoroman
- Rote Rosen
- Das Traumschiff
- Das Traumschiff präsentiert: Kreuzfahrt ins Glück
- Wege zum Glück

## Krimi
- Der historische Krimi
  - erschien unregelmäßig zusätzlich innerhalb der Historical Serie – es erschien immer auch ein regulärer Historical-Band am selben Tag.
- Historical Krimi
  - Nach einigen Monaten Pause wurde vorstehende Subserie am 20. Juli 2010 in eine eigenständige Reihe ausgelagert und am 6. Dezember 2011 nach nur sechs Ausgaben wieder eingestellt.
- Großstadtrevier
  - Romanumsetzungen der TV-Serie Großstadtrevier – nach einer Ausgabe eingestellt
- Malko
  - Serie um einen CIA-Agenten, lief 139 Ausgaben lang (1977–2001)
- Malko (Neuauflage)
  - um 1980 - 2001
- Malko spezial
  - 10 Bände (1982), Malko 3. Auflage
- Malko extra
  - ein Band (1992)
- US-Topkrimis
  - 3 Bände (1985), lief mit Untertitel Malko präsentiert